# 九頭竜インターチェンジ
九頭竜インターチェンジ（くずりゅうインターチェンジ）は、福井県大野市にある中部縦貫自動車道（大野油坂道路）のインターチェンジである。

## 道路
- E67 中部縦貫自動車道（大野油坂道路）[1]

## 接続する道路
- 岐阜県道・福井県道127号白山中居神社朝日線[3]

## 歴史
- 2022年（令和4年）9月28日 :  IC名称が「和泉IC（仮称）」から「九頭竜IC」に正式決定[3]。
- 2023年（令和5年）10月28日 : 九頭竜IC - 勝原IC間開通に伴い供用開始[4]。
- 2029年（令和11年）春 : 油坂出入口 - 九頭竜IC間開通予定[5][6][7][8][注釈 1]。

## 周辺
- 道の駅九頭竜
- 九頭竜湖駅（JR越美北線）
- 九頭竜国民休養地（九頭竜スキー場・国民宿舎・キャンプ場）
- 鷲ダム
- 九頭竜ダム
- 福井和泉スキー場

## 隣
E67 中部縦貫自動車道（大野油坂道路）
油坂出入口 -(事業中)- 九頭竜IC - 下山IC